# Erik von der Linde (1611–1666)
Erik von der Linde, född 1611, död 13 januari 1666, var en svensk ämbetsman.

## Biografi
Erik von der Linde föddes 1611. Han var son till kammarrådet Erik Larsson von der Linde och Vendla Lohrman. von der Linde blev i februari 1634 student vid Uppsala universitet och arbetade från 1635 som kunglig kommissarie i Nederländerna och Frankrike. Han blev 1641 hovjunkare och var marskalk i flera ambasader. 1648 blev han introduktör för främmande sändebud och adlades 14 maj 1651 till friherre till Lindeborg, tillsammans med sina bröder Jakob von der Linde och Lorens von der Linde (ätten introducerades i Sveriges riddarhus 1654 som nummer 38). von der Linde blev fick 31 december 1653 introduktörsbeställningen stadsfästad och blev 30 juni 1653 landshövding i Åbo och Björneborgs län. Han avled 1666 och begravdes 1 juli samma år i Åbo domkyrka.

### Familj
von der Linde gifte sig 10 oktober 1660 i Sankt Nikolai församling, Stockholm med friherrinnan Anna Augusta Leijonsköld. Hon var dotter till kammarrådet Mårten Leijonsköld och Brita Larsdotter Sneckenfelt. De fick tillsammans barnen Erik vond er Linde, en dotter (död 1665) och Vendela von der Linde (född 1665).